# Emotion (Carly Rae Jepsen)
Emotion (reso graficamente come E·MO·TION) è il terzo album in studio della cantante canadese Carly Rae Jepsen, pubblicato il 18 settembre 2015.

## Accoglienza
| Recensione           | Giudizio |
| -------------------- | -------- |
| AllMusic             |          |
| Consequence          | B+       |
| Entertainment Weekly | A–       |
| Exclaim!             | 8/10     |
| musicOMH             |          |
| NME                  |          |
| Pitchfork            | 7,4/10   |
| PopMatters           | 6/10     |
| Rolling Stone        |          |
| Slant Magazine       |          |
| Sputnikmusic         |          |
| The A.V. Club        | B+       |
| The Guardian         |          |
| The Line of Best Fit | 7,5/10   |

Emotion ha ottenuto recensioni  positive da parte dei critici musicali. Su Metacritic, sito che assegna un punteggio normalizzato su 100 in base a critiche selezionate, l'album ha ottenuto un punteggio medio di 77 basato su ventiquattro recensioni.

## Tracce
1. Run Away with Me – 4:11 (Carly Rae Jepsen, Robin Lennart Fredriksson, Mattias Larsson, Oscar Holter, Jonnali Parmenius, Shellback)
2. E·MO·TION – 3:17 (Jepsen, Christopher Baran)
3. I Really Like You – 3:24 (Jepsen, J Kash, Peter Svensson)
4. Gimmie Love – 3:22 (Jepsen, Fredriksson, Larsson)
5. All That – 4:38 (Jepsen, Ariel Rechtshaid, Devonté Hynes)
6. Boy Problems – 3:42 (Jepsen, Greg Kurstin, Sia Furler)
7. Making the Most of the Night – 3:58 (Sia Furler, Samuel Dixon, Emre Ramazanoglu, Danielle Haim, Alana Haim, Este Haim, Jepsen)
8. Your Type – 3:19 (Jepsen, Carl Falk, Rami Yacoub)
9. Let's Get Lost – 3:13 (Jepsen, Baran, Ben Romans)
10. LA Hallucinations – 3:04 (Zachary Gray, Ajay Bhattacharyya, Jepsen)
11. Warm Blood – 3:41 (Jepsen, Rostam Batmanglij, Tegan & Sara Quin, Jose Cruz, Agostino Zolfo)
12. When I Needed You – 3:41 (Jepsen, Rechtshaid, Nate Campany, Dan Nigro)

Tracce bonus nell'edizione deluxe
1. Black Heart – 2:56 (Jepsen, Toby Gad, Samantha J Ronson)
2. I Didn't Just Come Here to Dance – 3:59 (Jepsen, Jose Cruz, Agostino Zolfo)
3. Favourite Colour – 3:29 (Jepsen, Fredriksson, Larsson)
4. Never Get to Hold You – 4:13 (Jepsen, Campany, Kyle Shearer, Crowe)
5. Love Again – 3:35 (Jepsen, Baran, Nate Campany)

## Successo commerciale
L'album debutta all'ottava posizione in Giappone, con oltre 12 000 copie vendute durante la prima settimana e, dopo aver concluso l'anno con una vendita superiore a 65 000 copie grazie anche alla forte promozione sostenuta nel Paese, il 2 aprile 2016 la cantante annuncia sul suo profilo Twitter che il disco ha ottenuto la certificazione di disco d'oro. Negli Stati Uniti d'America debutta al sedicesimo posto della Billboard 200 vendendo circa 16 000 copie nella prima settimana, mentre in Canada, con 2,000 copie vendute, debutta alla numero 8. Il 25 settembre entra al ventunesimo posto della Official Albums Chart, con 4.000 unità vendute.
Come sottolineato dalla stampa, Emotion ha rinforzato l'immagine della Jepsen come "indie darling", contribuendo ad allargare la sua audience.

## Classifiche
| Classifica (2015) | Posizione massima |
| ----------------- | ----------------- |
| Australia         | 37                |
| Belgio (Fiandre)  | 59                |
| Belgio (Vallonia) | 54                |
| Canada            | 8                 |
| Germania          | 73                |
| Giappone          | 8                 |
| Irlanda           | 29                |
| Nuova Zelanda     | 35                |
| Paesi Bassi       | 68                |
| Regno Unito       | 21                |
| Spagna            | 45                |
| Stati Uniti       | 16                |
| Svizzera          | 93                |